# Colli al Metauro

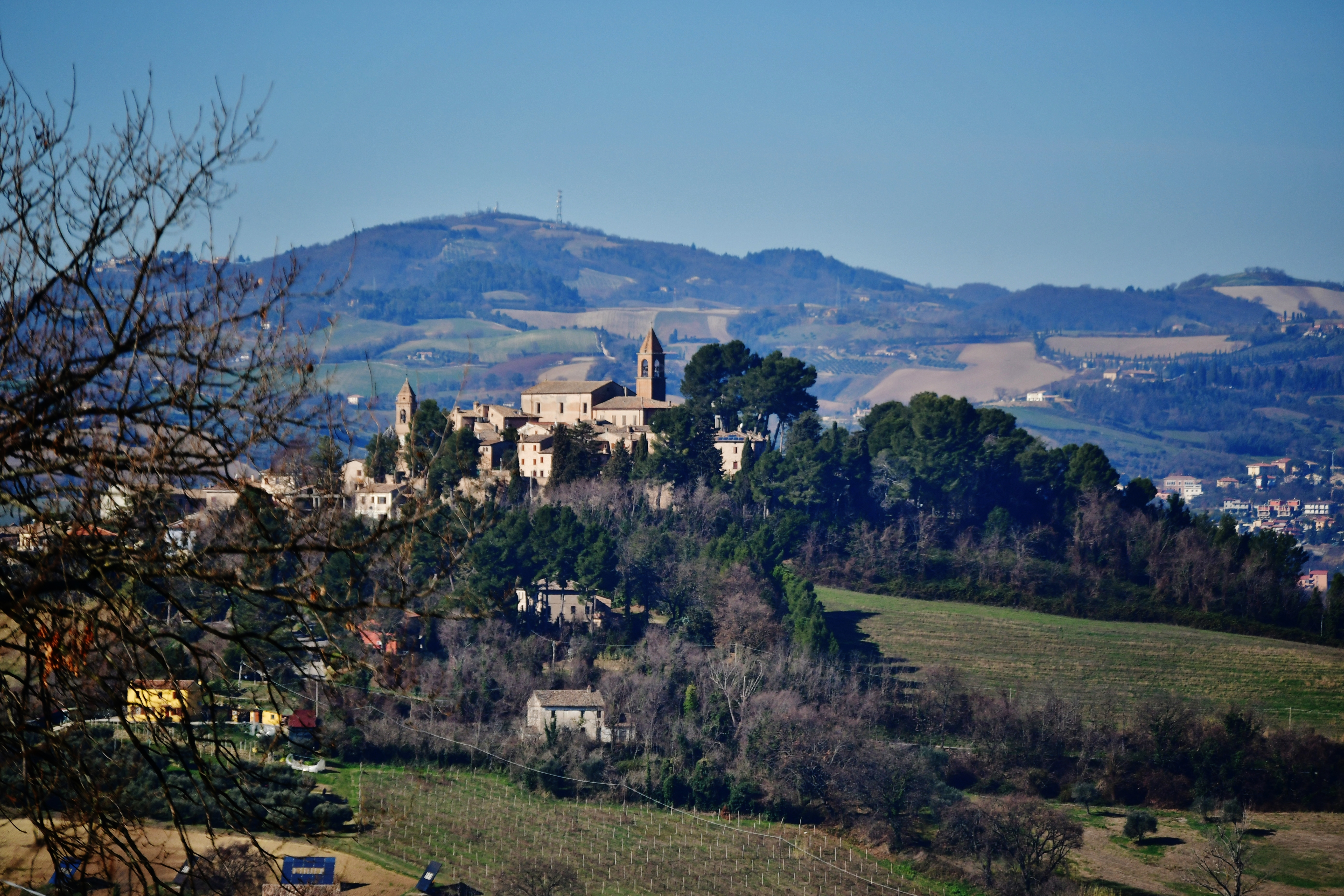
Colli al Metauro (2024)

Colli al Metauro ist eine italienische Gemeinde (comune) mit 12.319 Einwohnern (Stand 31. Dezember 2023) in der Provinz Pesaro und Urbino in den Marken.

## Geografie
Die Gemeinde liegt etwa 15 km südlich von Pesaro und etwa 23 km östlich von Urbino. Die Regionalhauptstadt Ancona liegt etwa 50 km südöstlich. Die Gemeinde liegt bei 66 m s.l.m.. Die höchste Erhebung liegt bei 464 m s.l.m., der tiefste Punkt der Gemeinde bei 37 m s.l.m. Durch das Gemeindegebiet fließt der Fluss Metauro.
Zu den Nachbargemeinden gehören Cartoceto, Mombaroccio, Mondavio, Monteciccardo, Montefelcino, Sant’Ippolito und Terre Roveresche.

## Geschichte
Die Gemeinde entstand zum 1. Januar 2017 durch den Zusammenschluss der vorher eigenständigen Gemeinden Montemaggiore al Metauro, Saltara und Serrungarina. Der Rathaussitz befindet sich in Calcinelli, einem Ortsteil, der früher zu Saltara gehörte. Bei der Abstimmung zu der Gemeindefusion am 13. November 2016 stimmten in Montemaggiore al Metauro 64,73 % (63,44 % Wahlbeteiligung) gegen die Fusion, in Saltara 69,03 % (44,15 % Wahlbeteiligung) und in Serrungarina 53,62 % (47,92 % Wahlbeteiligung) für die Fusion. Im Gesamtergebnis der drei Gemeinden sprachen sich 4777 gültige Stimmen (55,52 %) für die Vereinigung der Gemeinden aus, die mit dem Gesetz Legge Regionale n.29 del 7 dicembre 2016 entstand.